# Autostrada A154 (Franța)
Autostrada A154, sau A154, este o scurtă autostradă franceză, ramură a autostrăzii A13, care asigură ocolirea orașului Louviers. Fiind prelungită de drumul expres RN154, aceasta face parte din axa Rouen - Évreux - Orléans.
Autostrada este administrată în concesiune de către SAPN, dar rămâne gratuită. Urmează în mare parte traseul original al drumului național RN154, care a fost ulterior redirecționat.

## Istoric

### Declarație de utilitate publică
- 18.11.1969: Secțiunea Louviers-Nord - Acquigny (ieșirile 2 - 4)[1], (primul sens de circulație), (→ RN154).
- 01.08.1978: Secțiunea Acquigny - Gravigny (ieșirile 4 - 6)[2], (declarație parțial prelungită la 29.07.1983)[3], (→ RN154).
- 11.01.1983: Secțiunea Gravigny - Évreux-Est (ieșirile 6 - 8)[4][5], (→ RN154).
- 26.12.1991: Secțiunea Évreux-Est - Le Coudray-Rougemare (ieșirile 8 - 9), (→ RN154).
- 06.09.1995: Secțiunea Le Coudray-Rougemare - Nonancourt (ieșirea 9 - RN12)[6], (declarație prelungită la 08.09.2000[7]), (→ RN154).
- 04.07.2018:

- Secțiunea La Madeleine-de-Nonancourt - Saint-Rémy-sur-Avre-Est (sfârșit provizoriu).
- Secțiunea Saint-Rémy-sur-Avre-Est - Louvilliers-en-Drouais (sfârșit provizoriu - A120), (reutilizare RN12).
- Secțiunea Louvilliers-en-Drouais - Dreux-Sud (A120 - ieșirea 16).
- Secțiunea Dreux-Sud - Chartres-Nord (ieșirile 16 - 18), (reutilizare RN154).
- Secțiunea Chartres-Nord - Prunay-le-Gillon-Nord (ieșirea 18 - sfârșit provizoriu).
- Secțiunea Prunay-le-Gillon-Nord - Allonnes (sfârșit provizoriu - ieșirea 19), (reutilizare RN154).
- Secțiunea Allonnes - Ymonville-Nord (ieșirea 19 - sfârșit provizoriu).
- Secțiunea Ymonville-Nord - Ymonville-Est (sfârșit provizoriu).
- Secțiunea Ymonville-Est - Trancrainville (sfârșit provizoriu - A10).

### Puneri în funcțiune
- 1970:

- Secțiunea Incarville - Louviers-Nord (A13 - ieșirea 2), (primul sens de circulație), (→ RN154).
- Secțiunea Louviers-Sud (ieșirile 3 - 4), (primul sens de circulație), (→ RN154).

- 1972:

- Nodul rutier Incarville (A13), (partea de est).

- 1973:

- Secțiunea Louviers-Nord - Louviers-Sud (ieșirile 2 - 3), (primul sens de circulație), (→ RN154).

- 26.01.1996:

- Secțiunea Incarville - Louviers-Sud (A13 - ieșirea 3).

- 03.04.1997:

- Secțiunea Louviers-Sud - Acquigny (ieșirile 3 - 4).

## Traseu
| De la A13 până la ieșirea 1; secțiune cu taxă în sistem deschis, concesionată către SAPN. | |            |
| A13 E05                                                                                   | |            |
| Intersecție                                                                               | Nod rutier între A13 și A154: Rouen, Le Havre, Caen (nod rutier parțial).                                        | A13        |
| A154                                                                                      | |            |
|                                                                                           | Punctul de taxare Val-de-Reuil.                                                                                  |            |
| 1 - Val-de-Reuil                                                                          | Orașe deservite: A13 (Paris); Rouen, Pont-de-l'Arche, Val-de-Reuil, Incarville, Parc d'Activités de la Fringale. | RD6154 A13 |
| De la ieșirea 1 la ieșirea 4; secțiune gratuită concesionată către SAPN.                  | |            |
| 2 - Louviers                                                                              | Orașe deservite: Le Neubourg, Louviers.                                                                          |            |
| 3 - Louviers                                                                              | Orașe deservite: Elbeuf, Les Andelys, Louviers.                                                                  |            |
| 4 - Acquigny                                                                              | Oraș deservit: Acquigny.                                                                                         | RD71       |
| A154                                                                                      | |            |
| RN154                                                                                     | |            |